# صخره‌های بلوگرادچیک
صخره‌های بلوگرادچیک (بلغاری: Белоградчишки скали, Belogradchishki skali) گروهی از تشکل‌های سنگی عجیب و غریب از جنس ماسه‌سنگ و جوش‌سنگ هستند که در دامنه‌های غربی رشته‌کوه بالکان (Stara Planina) در نزدیکی شهر بلوگرادچیک در شمال غربی بلغارستان قرار دارند. رنگ این صخره‌ها عمدتاً از قرمز تا زرد متغیر است و برخی از آن‌ها تا ارتفاع ۲۰۰ متری می‌رسند. بسیاری از این صخره‌ها دارای اشکال شگفت‌انگیزی هستند و با افسانه‌های محلی همراه شده‌اند. اغلب، این صخره‌ها نام‌هایی از افراد یا اشیایی که به آن‌ها شباهت دارند، گرفته‌اند.
صخره‌های بلوگرادچیک توسط دولت بلغارستان به‌عنوان یک اثر طبیعی اعلام شده‌اند و یکی از جاذبه‌های گردشگری مهم این منطقه محسوب می‌شوند. این صخره‌ها تنها زیستگاه گیاه بومی در معرض انقراض بلغارستان، Hieracium belogradcense، هستند.

## جغرافیا
صخره‌های بلوگرادچیک در بخش غربی رشته‌کوه بالکان گسترده شده‌اند و مساحتی در حدود ۵۰ کیلومتر مربع (۱۹ مایل مربع) را پوشش می‌دهند. این صخره‌ها از روستای رابیشا در غرب تا روستای بلوتینتیسی در شرق امتداد دارند.
گروه مرکزی صخره‌ها در جنوب و مجاور شهر بلوگرادچیک قرار دارد و شامل چندین تشکل سنگی برجسته از جمله «آدم و حوا»، «قارچ‌ها»، «دختر مدرسه‌ای»، «خرس»، «درویش»، «چوپان»، «شیر»، «شتر»، «مادونا»، «سوارکار»، «راهبان»، «الهه بندیدا»، «شورشی ولکو» و بسیاری دیگر است.
گروه دوم صخره‌ها در غرب بلوگرادچیک قرار دارد. این صخره‌ها دارای ساختاری آلپی هستند و توسط پرتگاه‌های شیب‌دار احاطه شده‌اند. از معروف‌ترین این صخره‌ها می‌توان به «زبگووته»، «ارکوپریا» و «بوریچ» اشاره کرد.
گروه سوم صخره‌ها در ۴ کیلومتر (۲٫۵ مایل) شرق بلوگرادچیک قرار گرفته و شامل صخره‌های اطراف «دروازه لاتین» و غار «لیپنیک» است.
گروه چهارم صخره‌ها بین روستاهای بوروویتسا، استان ویدین و فالکووتس قرار دارد و شامل «سنگ کاج»، «سنگ زنبور»، «تورلاک» و «سنگ دختر» است.
گروه پنجم صخره‌ها بین روستاهای گیورگیچ و بلوتینتیسی قرار دارد.

## زمین‌شناسی

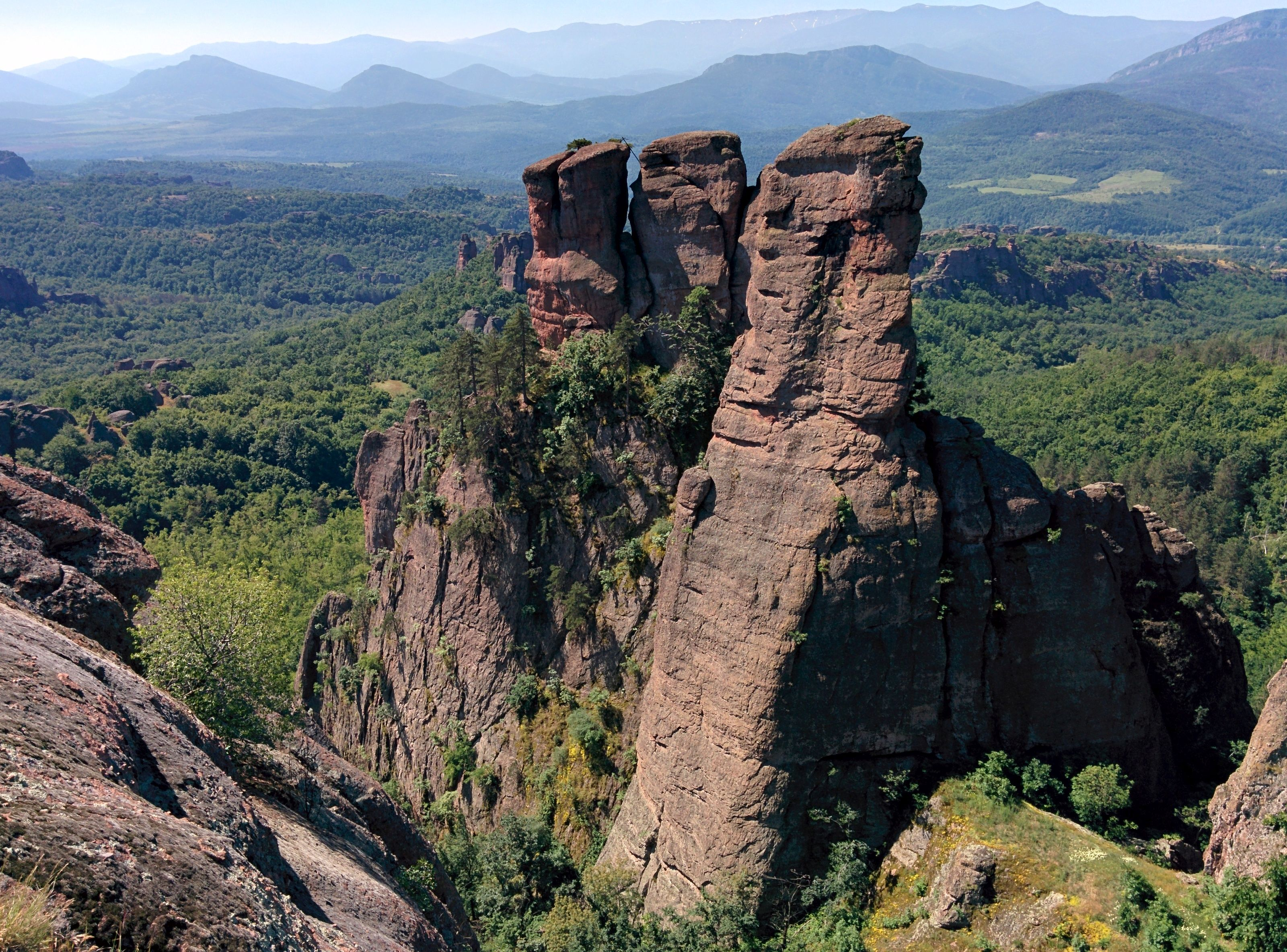

بسیاری از اشکال سنگی و دره‌های کوچک با دیواره‌های عمودی در طول صدها میلیون سال، بر اثر فرایندهای طبیعی مانند فرسایش، برهنه‌سازی ، رشد خزه‌ها و گلسنگ‌ها و دیگر عوامل طبیعی شکل گرفته‌اند.
تشکیل صخره‌های بلوگرادچیک در دوران پرمین، حدود ۲۳۰ میلیون سال پیش آغاز شد، زمانی که چرخه تکتونیکی باعث چین‌خوردگی و شکل‌گیری رشته‌کوه بالکان شد و منطقه بلوگرادچیک را بالا آورد.
بعدها، در دوره تریاس، این منطقه به بستر دریایی کم‌عمق تبدیل شد. هم‌زمان، تخریب سنگ‌های قدیمی‌تر دیرینه‌زیستی، مقادیر زیادی شن، ماسه و رس را تولید کرد که رودخانه‌ها به حوضه دریایی منتقل کردند. این رسوبات به تدریج ضخیم‌تر شده و لایه‌های ماسه‌سنگ و جوش‌سنگ را تشکیل دادند که قطعات جوش‌سنگی در طول زمان توسط آب گرد شدند.
در دوره ژوراسیک، طی ۲۰ میلیون سال، این مواد لایه‌ای به وسیله چسب ماسه-رس یا سیلیسیم به هم متصل شدند. آب‌وهوای گرم و خشک باعث تشکیل مقدار زیادی آهن اکسید یا هماتیت شد که به صخره‌ها رنگ قرمز زنگ‌زده بخشید. هنگامی که پوسته شروع به نشست کرد، ماسه‌سنگ‌های روشن‌تر و کوچکتر با جوش‌سنگ‌های قرمز ترکیب شدند.
در آغاز نوزیستی و طی چرخه تکتونیکی آلپی اولیه، چین‌های بزرگ یا تاقدیس‌ها در رشته‌کوه بالکان شکل گرفتند و منطقه به خشکی تبدیل شد. حدود ۴۵ میلیون سال پیش، بالا آمدن تاقدیس بلوگرادچیک آغاز شد و در طول این فرایند، سنگ‌های آهکی و جوش‌سنگی در هسته آن ترک خوردند و شکاف‌های عمودی و افقی در امتداد تاقدیس ایجاد شد. در هسته این تاقدیس، سنگ‌های پالئوزوییک یافت می‌شوند و دامنه‌های آن از جوش‌سنگ، ماسه‌سنگ و سنگ آهک ژوراسیک تشکیل شده است.
نفوذ آب‌های سطحی و رودخانه‌ها، فرسایش عمودی لایه‌های سنگی را تقویت کرده و در امتداد شکاف‌هایی که در اثر حرکت‌های تکتونیکی ایجاد شده بودند، فرسایش بیشتری رخ داده است. این فرایند دره‌های کوچک و گذرگاه‌هایی با دیواره‌های عمودی یا شیب‌دار ایجاد کرده و بلوک‌های سنگی جداگانه‌ای را به وجود آورده که امروزه به‌عنوان اشکال سنگی بلوگرادچیک دیده می‌شوند.